# الحزب الألماني (1947)
كان الحزب الألماني (بالألمانية: Deutsche Partei)‏ DP حزبًا سياسيًا وطنيًا محافظًا في ألمانيا الغربية خلال سنوات ما بعد الحرب. جذبت أيديولوجية الحزب مشاعر القومية الألمانية والحنين إلى القيصرية الألمانية.

## التاريخ

### التأسيس
في عام 1945 تم تأسيس حزب ساكسونيا السفلى الوطني (Niedersächsische Landespartei) لإعادة إنشاء حزب هانوفر الألماني الإقليمي (أو الحزب الألماني) الذي كان نشطًا في الفترة بين إنشاء القيصرية الألمانية في عام 1871 واستيلاء الحزب النازي على السلطة عام 1933. بدأت العملية مجموعتان من الناس: إحداهما حول لودفيغ ألبرز وهاينريش هيلويغ في ستاد، والأخرى حول جورج لودفيغ، وكارل بيستر، وولفغانغ كويسينسكي، وآرثر مينج في هانوفر. في 23 مايو 1946، تم انتخاب هاينريش هيلفيغ، شاغل منصب لاندرات في ستاد، رسميًا ليكون رئيسًا لحزب ساكسونيا السفلى الوطني. هدف الحزب بشكل أساسي إلى إنشاء ولاية ساكسونيا السفلى داخل ألمانيا الاتحادية بالإضافة إلى تمثيل البروتستانت المحافظين.
في عام 1947، بعد عام من تأسيس سكسونيا السفلى كولاية، عاد الحزب إلى اسمه السابق الحزب الألماني. سرعان ما توسع إلى الولايات المجاورة برئاسة هاينريش هيلفيغ وحصل على 27 مقعدًا (18.1 في المائة من الإجمالي) في أول انتخابات ساكسونيا السفلى لاندتاج في عام 1947 وأرسل مندوبين إلى بون للعمل في المؤتمر الدستوري (Parlamentarischer Rat) لعام 1948/49. كان الحزب الألماني من بين الأحزاب التي دعمت اقتصاد السوق في المجلس الاقتصادي Bizonal، وبالتالي وضع الأساس لـ«التحالف البرجوازي» في السلطة في بون بين عامي 1949 و1956.

### الائتلاف
في الانتخابات الفيدرالية لعام 1949، حصل الحزب على 4% من الأصوات الوطنية وفاز بـ18 مقعدًا. ونتيجة لذلك، أصبح شريكًا في ائتلاف الاتحاد الديمقراطي المسيحي والاتحاد الاجتماعي المسيحي والحزب الديمقراطي الحر في حكومة كونراد أديناور. انخفض تصويت الحزب الألماني إلى 3.3% مع 15 مقعدًا في انتخابات 1953، مع أنه احتفظ بمكانه في الائتلاف الحاكم ومرة أخرى في عام 1957 عندما حصل الحزب الألماني إلى 17 مقعدًا بنسبة 3.4% من الأصوات. تم تشكيل حزب الشعب الحر قصير العمر في عام 1956 من قبل فرانز بلوشر، وفريتز نيومير وغيرهم ممن تركوا الحزب الديمقراطي الحر، ولكن في العام التالي اندمج الحزب الديمقراطي الحر في الحزب الألماني، ربما كانت المساهمة في زيادة طفيفة في تصويت الحزب الألماني عام 1957. كان وزراء الحزب الألمان في هذه الحكومات هاينريش هيلفيغ (1949-1955) وهانز جواكيم فون ميركاتز (1955-1960) وهانز كريستوف سيبوم (1949-1960). وفي عام 1955، استقال هيلفيغ من منصبه الفيدرالي ليصبح وزيرًا رئيسًا لولاية سكسونيا السفلى.
عارض الحزب الاقتصاد المخطط ووالإصلاح الزراعي والتصميم المشترك وسعى لتمثيل أولئك الذين خدموا في الفيرماخت والفافن إس إس. تم تصنيف الحزب الألماني في الخمسينيات على أنه «حزب من الطبقة الوسطى السكسونية السفلى الأصلية»، والذي تميز للغاية ب«حقوق الولايات، والمَلكية، القومية جزئيًا (فولكيش)».

### التراجع
كان للحزب الألماني دور فعال في تحديد عتبة انتخابية (إما خمسة في المائة من الأصوات الوطنية أو ثلاثة مقاعد في الدائرة الانتخابية) لجميع الأحزاب المتنافسة في الانتخابات الفيدرالية، وقد أدى ذلك إلى مشاكل عندما رفض حزب الاتحاد الديمقراطي المسيحي السماح لمرشحي الحزب الألماني بالانتقال الحر لعدد معقول من المقاعد الانتخابية كما فعل عام 1957. ومع مواجهة الحزب الألماني للإقصاء من البوندستاغ، غادر تسعة من بين 17 من البرلمانيين الحاليين حينها الحزب للانضمام إلى حزب الاتحاد الديمقراطي المسيحي. نتيجة لذلك، استقال الحزب الألماني من الحكومة في عام 1960، قبل عام من الانتخابات الفيدرالية التالية، واندمج مع حزب اللاجئين (الكتلة الألمانية / رابطة المطرودين والمحرومين من الحقوق) لتشكيل حزب عموم ألمانيا (Gesamtdeutsche Partei).
ومع ذلك، فإن 2.8% من الأصوات في الانتخابات الفيدرالية لعام 1961 لم تفز بتمثيل حزب عموم ألمانيا في البرلمان الوطني (البوندستاغ). تحول اندماج حزبين، يمثلان عملاء ناخبين متعارضين (الفلاحون الأصليون في سكسونيا السفلى والمُهجرين الألمان واللاجئون من الأراضي الشرقية)، إلى كارثة سياسية لم تكن متوقعة من قبل نخب الحزب الوطني. دخل الحزب الألماني برلمان الولاية آخر مرة بفوزه بأربعة نواب في انتخابات ولاية بريمن عام 1963. بعد ذلك بعام، شارك النواب في تأسيس الحزب الوطني الديمقراطي الألماني اليميني المتطرف.

## قائمة المراجع
- Rudolph Holzgräber: 'Die Deutsche Partei. Partei eines neuen Konservativismus', in: Max Gustav Lange et al., Parteien in der Bundesrepublik. Studien zur Entwicklung der deutschen Parteien bis zur Bundestagswahl 1953. Stuttgart: Ring-Verlag, 1955, pp. 407–449.
- Hermann Meyn: Die Deutsche Partei. Entwicklung und Problematik einer national-konservativen Rechtspartei nach 1945. Düsseldorf: Droste Verlag, 1965.
- Hermann Meyn: 'Die Deutsche Partei. Ursachen des Scheitern einer national-konservativen Rechtspartei im Nachkriegsdeutschland', in: Politische Vierteljahresschrift, vol. 6, 1965, pp. 42–57.
- Horst W. Schmollinger, 'Die Deutsche Partei', in: Richard Stöss (ed.), Parteien-Handbuch. 2nd ed., Opladen: Westdeutscher Verlag, 1986, vol. 2, pp. 1025–1111, (ردمك 3-531-11838-2).
- Karl-Heinz Nassmacher et al.: Parteien im Abstieg. Wiederbegründung und Niedergang der Bauern- und Bürgerparteien in Niedersachsen. Opladen: Westdeutscher Verlag, 1989, (ردمك 3-531-12084-0).
- Ingo Nathusius: Am rechten Rand der Union. Der Weg der Deutschen Partei bis 1953, phil. Diss., Mainz 1992 (no ISBN available).
- Michael Kle[in: Westdeutscher Protestantismus und politische Parteien. Anti-Parteien-Mentalität und parteipollitisches Engagement von 1945 bis 1963, Tübingen: Mohr Siebeck, 2005, (ردمك 3-16-148493-2).